# Pensamento visual
Do inglês Visual Thinking, segundo definição encontrada na própria Wikipedia: o fenômeno de pensar através de processamento visual. Termo cunhado originalmente em 1969, por Rudolf Arnheim em seu livro intitulado Visual Thinking. Anos mais tarde, o Pensamento Visual ganhou lugar no mundo globalizado no setor empresarial, na forma de consultorias visuais e, principalmente, facilitação gráfica em eventos, através do trabalho difundido por facilitadores gráficos como: David Sibbet e Dan Roan Mesmo se apresentando na forma de um desenho mais conceitual do que artístico, o Pensamento Visual trouxe a arte na forma de pensamento criativo para o cotidiano dos negócios, possibilitando até mesmo definir o Pensamento Visual como "a arte de facilitar o entendimento através do uso de desenhos."
1. ↑  «Visual thinking». Wikipedia (em inglês). 9 de agosto de 2019